# Adam Link Robot
Adam Link Robot (Adam Link - Robot) è un'antologia di fantascienza del 1965 contenente i racconti scritti da Eando Binder dal 1939 al 1940 con protagonista il robot Adam Link, apparsi originariamente sulle pagine della rivista Amazing Stories tra il 1939 e il 1942.
La serie di racconti inizia nel 1939 con Io, Robot (da non confondere con l'omonima opera di Asimov), che vede la nascita (o meglio la costruzione) del robot di nome Adam Link, il quale è costretto alla fuga dagli uomini perché questi credono che abbia ucciso il Dottor Link, il suo creatore.
Ma la morte di questo è stata solo accidentale e, nel corso dei racconti, Adam Link riacquisterà il rispetto della gente, otterrà un posto di lavoro ed addirittura una compagna robotica, di nome Eve.
Nel 1963 Adam Link è anche protagonista di un episodio della serie televisiva statunitense The Outer Limits, dove egli ripercorre le vicende del processo subìto per il presunto omicidio del proprio creatore.

## Racconti
Le storie originali di cui è composta l'antologia pubblicate su Amazing Stories:
- Io, Robot (I, Robot, gennaio 1939)
- The Trial of Adam Link, Robot (luglio 1939)
- Adam Link in Business (gennaio 1940)
- Adam Link's Vengeance (febbraio 1940)
- Adam Link, Robot Detective (maggio 1940)
- Adam Link, Champion Athlete (luglio 1940)
- Adam Link Fights a War (dicembre 1940)
- Adam Link in the Past (febbraio 1941)
- Adam Link Faces a Revolt (maggio 1941)
- Adam Link Saves the World (aprile 1942)

## Edizioni
- Eando Binder, Adam Link - Robot, 1965.
- Eando Binder, Adam Link Robot, traduzione di Laura Brighenti, collana Fantapocket n° 21, Longanesi, 1978,  p. 200.